# Vino en la Antigua Roma

La expansión del Imperio Romano.

La Antigua Roma desempeñó un papel fundamental en la historia del vino. Las primeras influencias de la viticultura en la península itálica pueden seguirse hasta los griegos y etruscos. El auge del Imperio Romano supuso un aumento en la tecnología y el conocimiento de la producción de vino, que se extendió a todas las partes del imperio. La influencia romana tuvo un profundo efecto en las historias de las principales regiones vinícolas actuales de Francia, Alemania, Portugal y España. En las manos de los romanos, el vino se volvió «democrático» y estuvo disponible para todos, desde el esclavo más bajo hasta el aristócrata, pasando por el campesino. La creencia romana de que el vino era una necesidad vital diaria promovió su extensa disponibilidad entre todas las clases. Esto llevó al deseo de llevar la viticultura y la producción de vino a todas las partes del imperio, para asegurar un suministro estable para los soldados y colonos romanos. La economía también entró en juego, a medida que los mercaderes romanos veían oportunidades de comercio con tribus nativas como los galos y germanos, llevando la influencia de Roma a estas regiones antes de la llegada de las milicias. Las obras de los escritores romanos —especialmente de Catón, Columela, Horacio, Paladio, Plinio, Varrón y Virgilio— permiten entender el papel del vino en la cultura romana y comprender las costumbres de la época sobre su producción y la viticultura. Muchas de las técnicas y principios desarrolladas por primera vez en la época romana pueden encontrarse en la producción de vino actual.

## Historia antigua

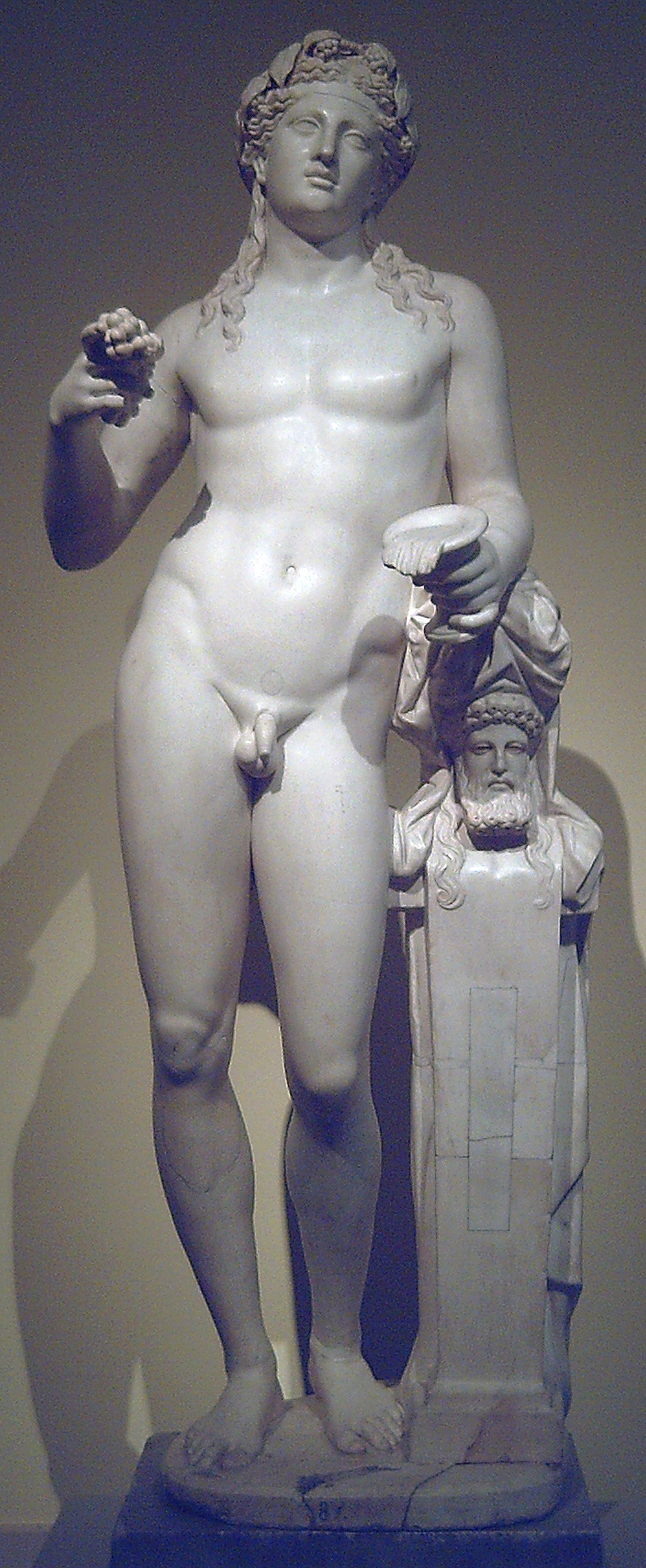
Estatua romana de Dioniso (también llamado Baco), el dios del vino (c. 150 a. C., Museo del Prado, Madrid).

Las vides salvajes han crecido en la península itálica desde la prehistoria y los historiadores no han sido capaces de señalar el momento exacto en el que empezó su cultivo y la producción de vino. Es posible que la civilización micénica tuviera alguna influencia a través de los primeros asentamientos griegos en el sur de Italia, pero la primera evidencia registrada al respecto se da en el 800 a. C. La viticultura fue bien afianzada por la civilización etrusca centrada en la moderna región vinícola de la Toscana. Los antiguos griegos consideraban al vino un elemento básico de la vida doméstica, así como un producto comercial viable. En toda la Antigua Grecia se animaba a los colonos a plantar viñedos para uso local y comercio con las ciudades-estado griegas. El sur de Italia, con su abundancia de vides nativas, era una ubicación ideal para la producción de vino, siendo conocido por los griegos como Oenotria (‘tierra de vides’).
Cuando Roma creció desde una colección de asentamientos a un reino y luego una república, la cultura vinícola romana se vio influida por las habilidades y técnicas de las regiones que eran conquistadas y pasaban a formar parte del Imperio Romano. Los asentamientos griegos del sur de Italia quedaron completamente bajo control romano en el 270 a. C. Los etruscos, que ya había establecidos rutas comerciales con los galos, fueron conquistados completamente en el siglo I a. C. Las guerras púnicas con Cartago tuvieron un efecto especialmente importante sobre la viticultura romana: además de ampliar los horizontes culturales de la ciudadanía romana, también les dieron acceso a las avanzadas técnicas viticultoras de los cartagineses, y especialmente a la obra de Magón. Cuando las bibliotecas de Cartago fueron saqueadas e incendiadas, una de las pocas obras cartagineses que sobrevivieron fueron los 26 tomos de las obras de Magón, que fueron traducidas al latín y el griego en el 146 c. C. Magón fue muy citado en influyentes obras romanas de Plinio, Columela, Varrón y Gargilio Marcial.

### Edad dorada
Durante la mayor parte de la historia vinícola romana, el vino griego fue el más apreciado, teniendo las variedades locales precios mucho más bajos. El siglo II a. C. empezó la «edad dorada» de la producción de vino romano y el desarrollo de los viñedos grand cru (un tipo de primitivo primer cru romano). La cosecha del 121 a. C. tuvo una fama legendaria y llegó a ser conocida como «cosecha opimia», por el cónsul de la época, Lucio Opimio. Esta cosecha destacó por la gran producción y la inusualmente alta calidad de los vinos producidos, algunos de los cuales se seguía bebiendo unos 100 años después. Plinio el Viejo escribió exhaustivamente sobre los primeros crus de Roma, destacando el falerno, el albano y el cécubo. Otros viñedos primer cru incluyen Rhaeticum y Hadrianum, situados a lo largo del Po, en las actuales regiones de Lombardía y el Véneto respectivamente; Praetutium (sin relación con la moderna Teramo, históricamente conocida por el mismo nombre), en la costa adriática cerca de la frontera de Emilia-Romaña y Las Marcas; y Lunense, en la actual Toscana. Alrededor de la propia Roma estaban las fincas de Caecuban (cécubo), Falernian (falerno), Caulinum (caulino), Trebellicanum (trebelicano), Massicum (másico), Gauranium (gaurano) y Surrentinum (sorrentino). En Sicilia estaba la primera finca viticultora de Mamertinum. En este apogeo, se estima que Roma consumía cerca de 1,8 millones de hectolitros de vino al año, aproximadamente medio litro diario por cada hombre, mujer y niño.

### Pompeya

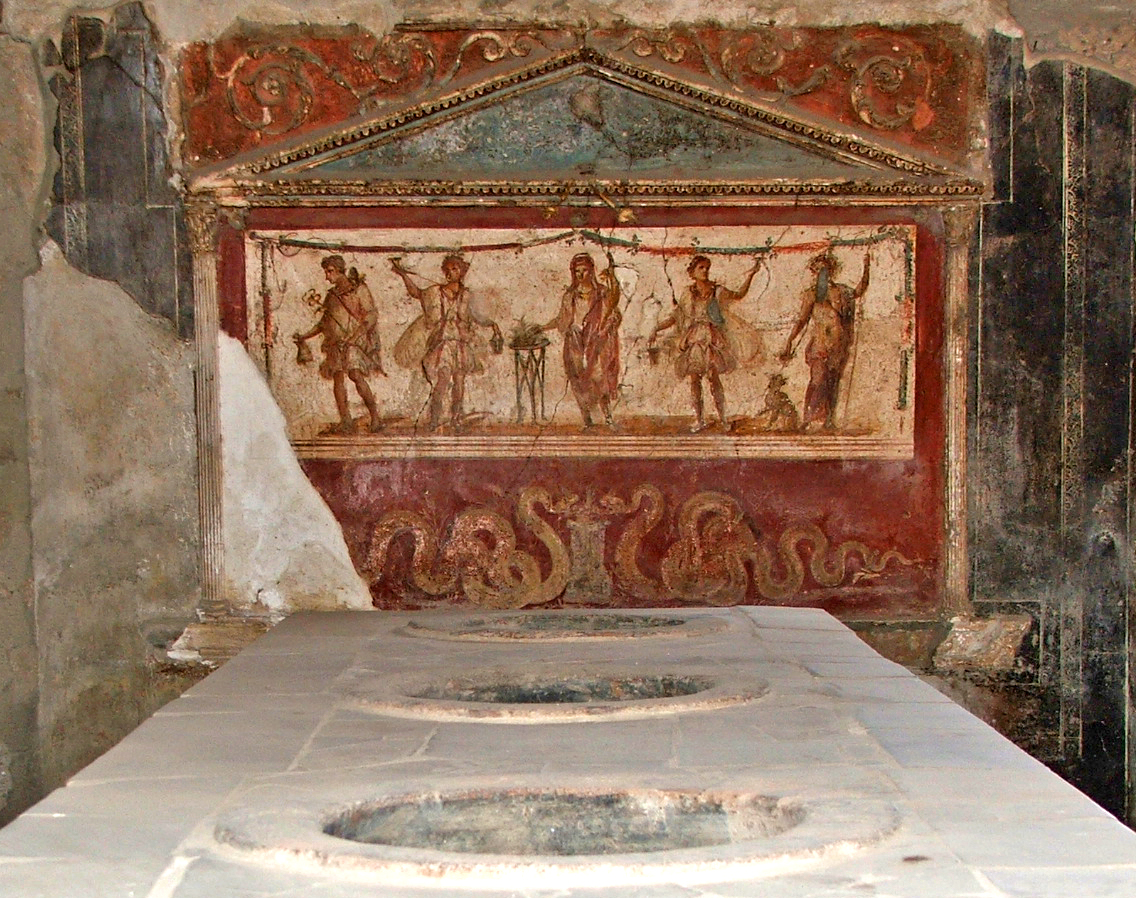
Pintura representando la vendimia en Pompeya, recuperada de un termopolio.

Uno de los centros vinícolas más importantes del mundo romano fue la ciudad de Pompeya, situada al sur de Nápoles. La zona albergaba una vasta extensión de viñedos, y servía como importante centro comercial con las provincias romanas extranjeras. Era la fuente principal de vino para la ciudad de Roma. Los propios pompeyanos eran famosos por la decadencia de su sed de vino. El culto de Baco, el dios romano del vino, era corriente, encontrándose representaciones suyas en frescos y fragmentos arqueológicos de toda la región. Se han encontrado ánforas estampadas con los sellos de mercaderes pompeyanos por todo el Imperio Romano, incluyendo las actuales regiones de Burdeos, Narbona, Toulouse y España. Hay evidencias que sugieren que la popularidad y notoriedad del vino pompeyano pudo haber dado lugar a un antiguo fraude, empleándose sellos falsos para marcar ánforas de vino que en realidad no procedía de Pompeya.
La erupción del Vesubio en 79 tuvo un efecto devastador sobre la industria vinícola romana. Los viñedos de toda la región quedaron destruidos, así como las bodegas que almacenaban la cosecha del año anterior, provocando una  escasez de vino significativa. El daño al puerto comercial también dificultó el tráfico de vino con las provincias exteriores. El vino que quedaba sufrió una fuerte subida de precio, dejándolo solo al alcance de los romanos más adinerados. La escasez de vino provocó el pánico entre los romanos, que se apresuraron a plantar viñedos en zonas cercanas a la ciudad, a costa incluso de arrancar campos de cereal para disponer de más terreno. Aunque estos esfuerzos ayudaron a corregir rápidamente la escasez de vino, el subsiguiente excedente de vino también tuvo consecuencias negativas. El exceso de vino provocó una bajada de precios que perjudicó los ingresos de productores y comerciantes de vino. Los campos de cereales arrasados contribuyeron a una escasez de comida entre la numerosa población romana. 
En el año 92 el emperador Domiciano promulgó un edicto que prohibía la plantación de nuevos viñedos en Roma y ordenaba arrancar la mitad de los de las provincias. Aunque hay evidencias que sugieren que este edicto fue ignorado en gran medida en las provincias romanas, los historiadores del vino han discutido su efecto sobre las nacientes industrias vinícolas de Hispania y la Galia. Las expectativas del edicto eran que el menor número de viñedos suministrara solo el suficiente vino para consumo doméstico con una pequeña cantidad para comerciar. Aunque los viñedos ya estaban establecidos en estas regiones viticultoras, la falta de ímpetu en el comercio pudo haber supuesto una depresión en la expansión de la viticultura y la producción del vino en estas regiones. El edicto de Domiciano estuvo en vigor durante 188 años, hasta que el emperador Probo lo revocó en el año 280.

## Expansión de la viticultura
Una de las últimas herencias del antiguo Imperio Romano fueron los cimientos que pusieron en las regiones que luego se convertirían en renombrados productores mundiales de vino. Mediante el comercio, las campañas militares y las colonias, la influencia de Roma que alcanzó cada región llevó consigo la afición por el vino y el impulso de plantar viñedos. El comercio era el primer y más largo brazo de la influencia romana. Desde los cartagineses y el sur de España a las tribus celtas de Galia y las germánicas del Rin y el Danubio, los mercaderes de vino romanos estuvieron dispuestos a comerciar con el enemigo y el aliado por igual. Durante la Guerra de las Galias, cuando Julio César llevó a sus tropas hasta Chalon-sur-Saône en el 59 a. C. encontró dos mercaderes de vino romanos ya establecidos comerciando con las tribus locales. En lugares como Burdeos,  Tréveris y Colchester, donde se establecieron las guarniciones romanas, se plantaron viñedos para cubrir las necesidades de vino localmente y limitar el coste de importarlo desde lejos. A medida que los asentamientos romanos eran fundados y poblados por soldadores retirados, muchos de los cuales tenían conocimiento de viticultura gracias a sus familias y a su vida antes del ejército, plantaban viñedos de su propiedad en sus nuevas tierras. Aunque es posible que los romanos importasen vides de Italia y Grecia, hay bastantes evidencias para sugerir que cultivaron variedades locales en las provincias, que serían los ancestros de las variedades cultivadas en ellas actualmente.
A medida que las República Romana crecía hasta un imperio, la complejidad del comercio romano de vino aumentó también. La península romana era conocida por la buena calidad de su vino, destacando Pompeya. Sin embargo, cuando la República creció más allá de Italia, el comercio y la economía del vino lo hizo también. El comercio de vino en Italia consistía en la venta de vino a sus asentamientos exteriores y provincias alrededor del mar Mediterráneo, pero para el siglo I d. C. las exportaciones romanas competían con las de las provincias, que empezaron a llevar su vino a Roma. Como el Imperio Romano fue en gran medido una economía de mercado, se animaron las exportaciones de las provincias, lo que mejoró el suministro y demanda. Si había mucha producción de vino, entonces su precio sería menor para el consumidor. Como el Imperio tuvo una economía de suministro y demanda, los romanos también tuvieron una amplia variedad de monedas, que sugiere la existencia de una compleja economía de mercado alrededor del comercio de vino del imperio. La gran variedad de monedas significa que los ciudadanos del Imperio dedicaron muchos esfuerzos a la economía de mercado del vino. El vino fue claramente una parte importante del Imperio Romano, sus provincias y su economía.

### Hispania

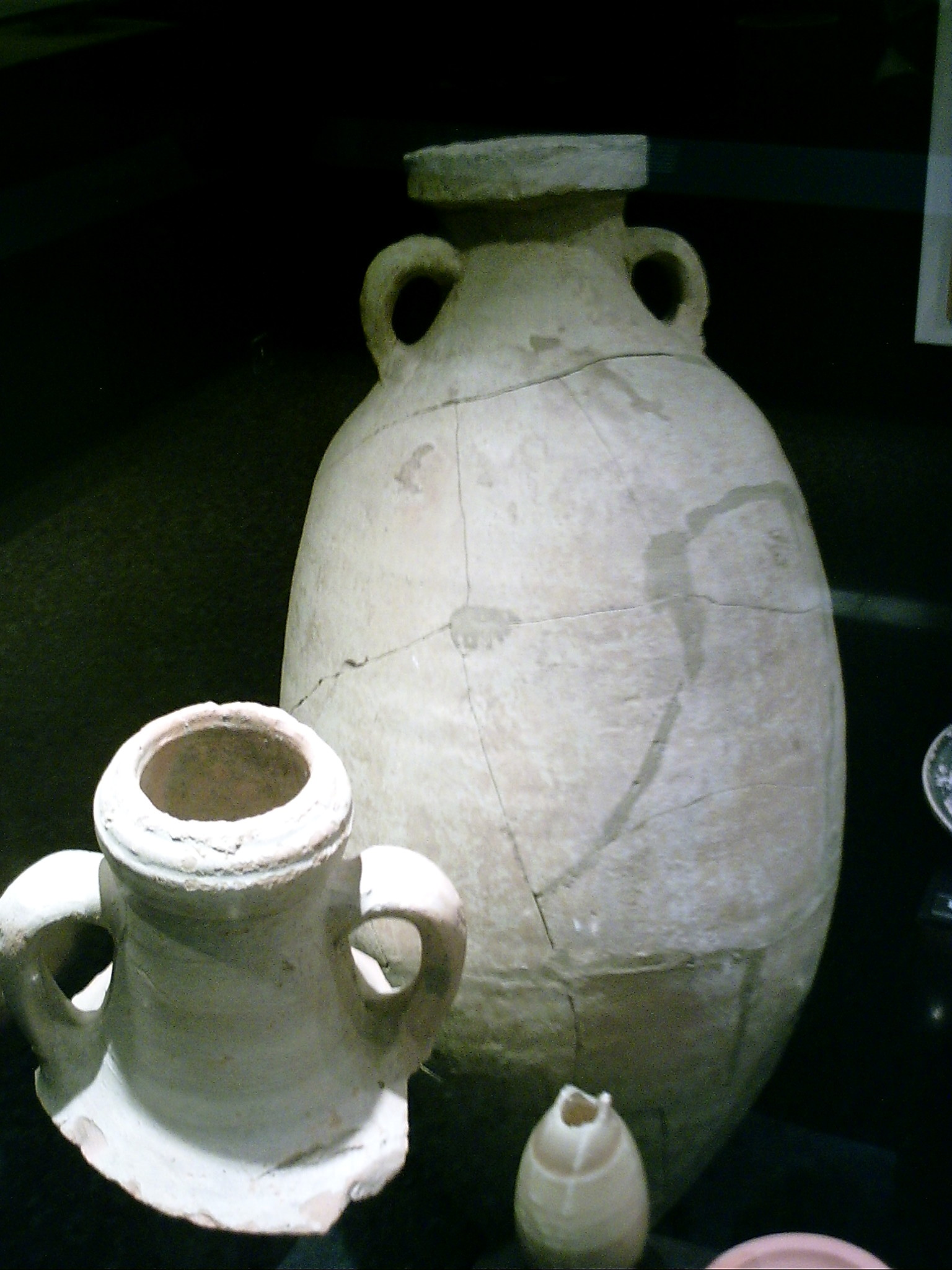
Ánforas romanas recuperadas en Cataluña.

La victoria romana sobre Cartago en las guerras púnicas puso los territorios del sur y la costa de España bajo el control de Roma, a pesar de que la conquista completa de la península ibérica no se logró hasta el reinado de César Augusto. La colonización romana de la región llevó al desarrollo de Tarraconensis en las regiones del norte de España, incluyendo lo que actualmente son las modernas regiones vinícolas de Cataluña, Rioja, Ribera del Duero y Galicia, y de Hispania Baetica, que incluía la actual Andalucía, con la región productora de Jerez (Cádiz) en actividad desde el siglo III a. C. Los cartagineses y los fenicios fueron los primeros en introducir la viticultura a España, pero la influencia romana, con nuevas técnicas y el desarrollo de sus redes de calzadas, llevó nuevas oportunidades económicas a la región, elevando la producción de vino de cultivo agrícola privado a empresa comercial viable. El vino español llegó a Burdeos antes de que la región produjera el suyo propio. El historiador francés Roger Dion ha sugerido que el balisca, común en las provincias del norte de España y especialmente en La Rioja, fue llevado a Francia para plantar los primeros viñedos romanos de Burdeos.
Los vinos españoles se encontraban con frecuencia en Roma. El poeta Marcial describió un vino muy apreciado conocido como Ceretanum y originario de Ceret (la actual Jerez de la Frontera). El historiador del vino Hugh Johnson cree que este vino fue un antiguo antepasado del jerez. El comercio del vino español llegó más lejos a través del Imperio Romano que el del vino italiano, habiéndose encontrado ánforas de España en Aquitania, Bretaña, el valle del Loira, Normandía, Britania y la frontera germana. El historiador Estrabón señaló en su Geografía que los viñedos de la Bética eran famosos por su belleza. El escritor agrícola romano Columela fue un nativo de Cádiz influido por la viticultura de la región.

### Galia
Hay evidencias arqueológicas que sugieren que los celtas fueron los primeros que cultivaron la vid en la Galia. Se han encontrado pepitas de uva en toda Francia, antes de la llegada de griegos y romanos, teniendo algunos ejemplos hallados cerca del lago Lemán cerca de 12.000 años de antigüedad. No está demasiado claro hasta qué extremo produjeron vino las tribus celtas y galas, pero la llegada de los griegos cerca de Massalia (Marsella) en el 600 a C. introdujo con seguridad nuevos tipos de producción de vino y cultivo de la vid. Los griegos se limitaban a plantar viñedos en regiones de clima mediterráneo donde también pudieran cultivarse olivos e higueras. Los romanos buscaban regiones cercanas a un río y a una ciudad importante, con colinas: su conocimiento científico incluía la tendencia del aire frío a viajar como el agua bajando por las laderas, enfriando las uvas durante el día, y acumulándose en bolsas frías en el fondo. Estas zonas debían evitarse, pero una ladera soleada podía, incluso en climas fríos, proporcionar un clima lo suficientemente bueno para permitir la maduración de la uva. Cuando los romanos conquistaron Massalia en el 125 a. C., marcharon más hacia el interior y el este, fundando la ciudad de Narbona en el 118 a. C., en lo que actualmente es la región del Languedoc-Rosellón, junto con la Vía Domitia (la primera calzada romana en la Galia). Los romanos establecieron unas lucrativas relaciones comerciales con las tribus locales. A pesar de tener el potencial para producir su propio vino, las tribus galas pagaron altos precios por el vino romano, llegando a alcanzar un solo ánfora el valor completo de un esclavo.

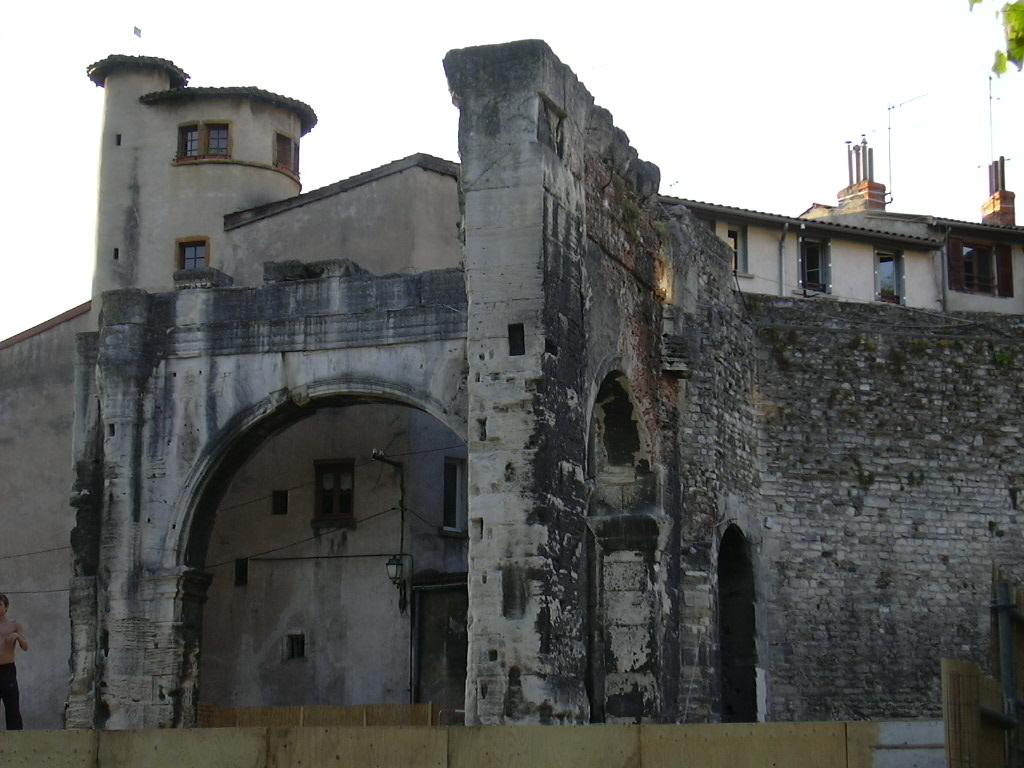
Ruinas romanas en Vienne. El primer vino francés en recibir reconocimiento internacional fue producido en esta región, cerca de la actual Côte-Rôtie.

Desde la costa mediterránea los romanos se adentraron hasta el valle del Ródano, llegando a regiones donde no crecían olivos ni higueras pero sí seguían encontrándose encinas. Los romanos sabían gracias a sus territorios en lo que actualmente es el noreste de Italia que las regiones en los que se encontraban encinas eran lo suficientemente cálidas para permitir la maduración completa de la uva. En el siglo I d. C. Plinio relata que la colonia de Vienne (cerca de la actual Côte-Rôtie) producía un vino resinoso que alcanzaba precios altos en Roma. El historiador del vino Hanneke Wilson señala que este vino del Ródano fue el primer vino francés auténtico que obtuvo reconocimiento internacional.
La primera mención del interés romano por la región de Burdeos aparece en un informe de Estrabón a Augusto sobre que no hay viñas bajando por el río Tarn hacia Garona en la región conocida como Burdigala. El vino para este puerto estaba siendo suministrador por la zona de «campo alto» de Gaillac en la región de Mediodía-Pirineos. Esta región tenía unos abundantes recursos de viñedos indígenas que los romanos cultivaron, muchos de los cuales siguen produciendo vino actualmente, incluyendo Duras, Fer, Ondenc y Len de l'El. La ubicación de Burdeos en el estuario de Gironda lo hacía un puerto ideal para el transporte de vino por la costa atlántica francesa y hasta las islas británicas. No pasó mucho tiempo hasta que Burdeos dispuso de sus propios viñedos e incluso exportó su propio vino para los soldados romanos acampados en Britania. En el siglo I d. C. Plinio el Viejo mencionó plantaciones en Burdeos, incluyendo el balisca (conocido antes en Hispania) bajo el sinónimo de Biturica, por la tribu local de los bituriges. Los ampelógrafos señala que la corrupción del nombre Biturica es Vidure, un sinónimo francés del Cabernet Sauvignon que puede señalar a un parentesco de esta vid con la familia Cabernet (que incluye el Cabernet Sauvignon, Cabernet Franc, Merlot y Petit Verdot).
Subiendo más por el Ródano, junto a su afluente Saona, los romanos hallaron las zonas que se convertirían en las actuales regiones productoras de Beaujolais, Mâconnais, Côte Chalonnaise y Côte d'Or. El primer aliado de Roma entre las tribus galas fueron los heduos, a quienes apoyaron fundando la ciudad de Augustodunum en lo que hoy es la región de Borgoña. Aunque es posible que los viñedos se plantaran en el siglo I d. C., poco después de la fundación de Augustodunum, la primera evidencia definitiva de la producción de vino aparece en un relato de la visita del emperador Constantino a la ciudad en el año 312. La fundación del resto de los grandes viñedos franceses no está tan clara. La tendencia de los romanos de plantar en colinas ha dejado restos arqueológicos de viñedos galorromanos en las faldas de las colinas de creta de Sancerre. El siglo IV, el emperador Juliano tenía un viñedo cerca de París, en la colina de Montmartre. Una villa del siglo V en lo que hoy es Épernay muestra la influencia romana en la región de la Champaña.

### Germania

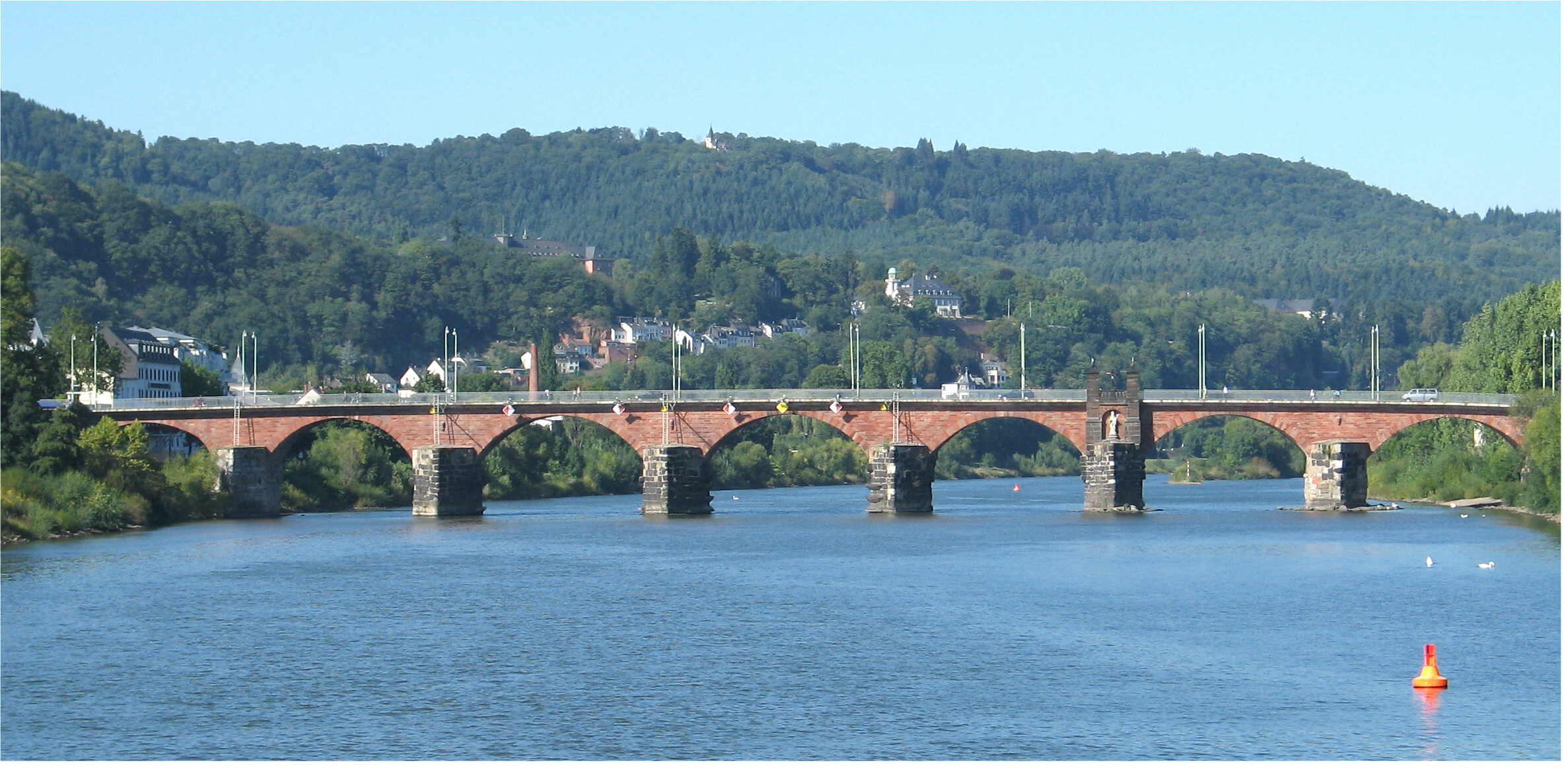
El puente romano de Tréveris cruza el río Mosela. Los romanos hallaron que plantar viñedos en las riberas empinadas a lo largo del río proporcionaba suficiente calor para permitir la maduración de la uva.

Aunque las parras salvajes habían existido a lo largo del Rin desde la prehistoria, la primera evidencia de viticultura se remonta a la conquista romana y sus asentamientos en los territorios occidentales de Germania. Se han encontrado herramientas agrícolas, como cuchillos de podar, cerca de los acuartelamientos romanos en Tréveris y Colonia, pero el primer registro definitivo sobre la producción de vino aparece en la obra de 370 del poeta Ausonio titulada Mosella, donde se describen vibrantes viñedos a lo largo del Mosel. Oriundo de Burdeos, Ausonio comparó los viñedos favorablemente respecto a los de su tierra natal, y parece indicar que la viticultura había estado presente en esta región desde bastante tiempo atrás. Las razones para plantar en Renania fueron el aprovisionamiento de la creciente demanda de los soldados romanos a lo largo del Limes Germanicus (frontera germana) y los altos costes de la importación de vino de Roma, España y Burdeos. En un punto los romanos consideraron construir un canal que uniese el Saône y el Mosel para facilitar el comercio por agua. La alternativa era beber lo que Tácito describió como una bebida inferior parecida a la cerveza.
Las empinadas colinas a lo largo de los ríos Mosel y Rin proporcionaron una oportunidad de extender el cultivo de vides a latitudes más norteñas. Una orientación sur/suroeste maximiza la cantidad de sol que reciben las vides, permitiendo que estas reciban la luz del sol perpendicularmente en lugar de a un menor ángulo, como en terreno llano. Las colinas ofrecían el beneficio adicional de proteger las vides de los fríos vientos del norte y de aprovechar el calor adicional procedente del reflejo de los ríos, para obtener una mejor maduración de la uva. Con el tipo adecuado de vid, quizá un antiguo antecesor de la Riesling alemana, los romanos hallaron que podía producirse vino en Germania. Desde el Rin, el vino germano se extendería río abajo hasta el Mar del Norte y a mercaderes de Britania, donde empezó a obtener una buena reputación. A pesar de las hostilidades militares, las tribus germánicas vecinas, como los alamanes y los francos, fueron entusiastas consumidores de vino germano, hasta que un edicto del siglo V prohibió su venta fuera de los asentamientos romanos. El historiador del vino Hugh Johnson cree que esto pudo haber sido un estímulo adicional para las invasiones bárbaras y el saqueo de asentamientos romanos como Tréveris: «una invitación a echar la puerta abajo».

### Britania

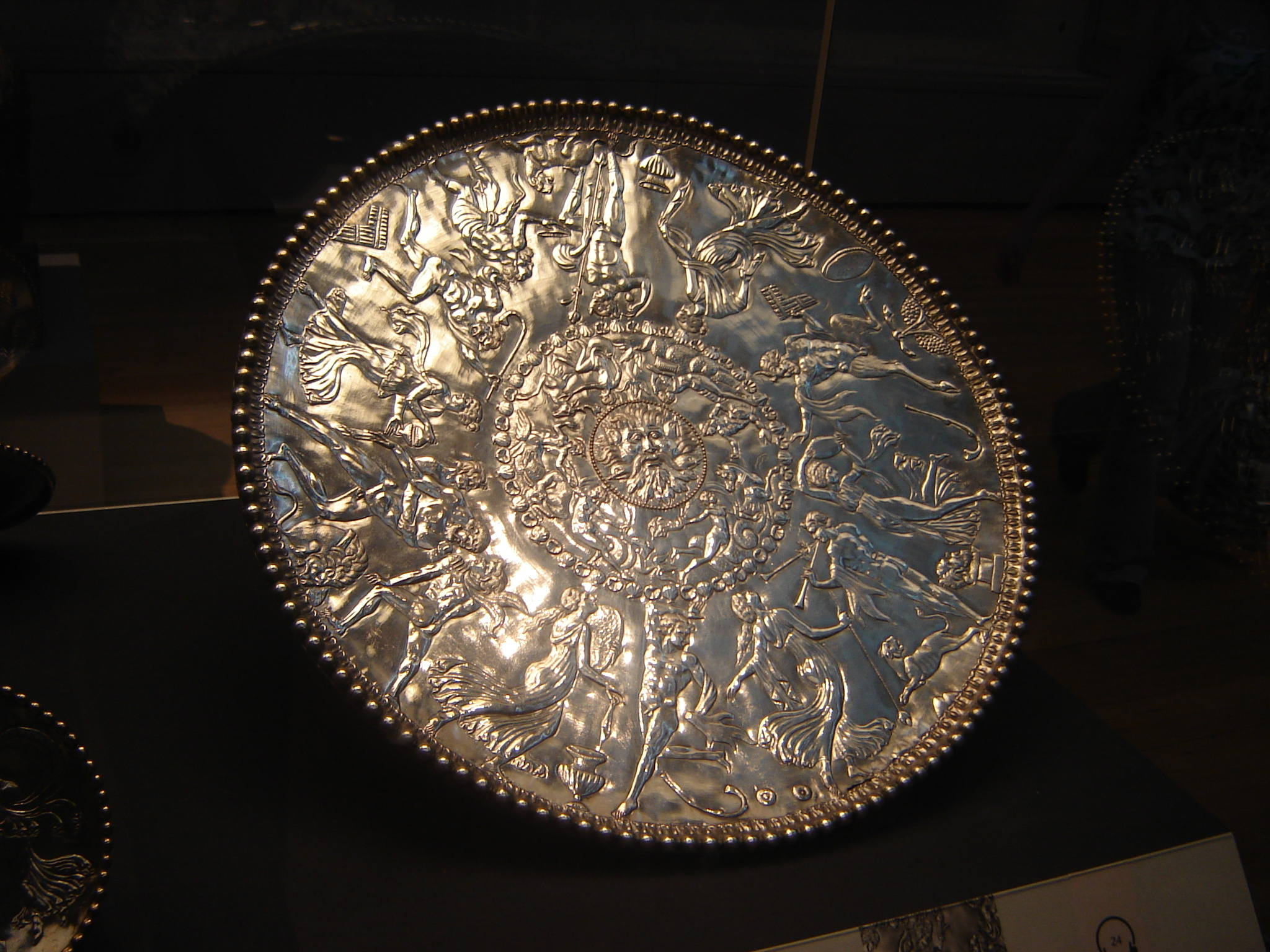
Bandeja de plata representando a Baco hallada en Mildenhall.

La influencia romana sobre Britania es no tanto viticultora como cultural. A lo largo de la historia moderna, los británicos han desempeñado un papel clave en la formación del mundo del vino y en la definición de los mercados vinícolas globales. Aunque las evidencias de Vitis vinifera en la Isla Británica se remontan al Hoxniense, cuando el clima era mucho más cálido que actualmente, el interés británico en la producción de vino no tomó forma realmente hasta la conquista romana de Britania en el siglo I d. C. Ánforas italianas señalas que el vino era transportado con regularidad por mar, rodeando la península ibérica hasta Britania, lo que resultaba muy caro. El desarrollo de regiones productoras de vino en Burdeos y Germania facilitó enormemente el abastecimiento de los colonos romanos, abaratando costes. La presencia de casas de fabricación de ánforas halladas en lo que actualmente es Brockley y Middlesex señala que los británicos probablemente también tuvieron sus propios viñedos.
Hay claras evidencias de que el culto romano a Baco, el dios del vino, fue practicado en Britania, habiéndose hallado en toda la provincia más de 400 objetos que lo representan, incluyendo el Tesoro de Mildenhall un plato de plata con grabados de Baco en una competición de bebida con Hércules. En Colchester, las excavaciones han desenterrado contenedores en los que se han identificado más de 60 tipos diferentes de vinos procedentes de Italia, España, el Rin y Burdeos.

## Obras romanas sobre el vino
Las obras de autores clásicos romanos (especialmente Catón, Columela, Horacio, Paladio, Plinio, Varrón y Virgilio) arrojan luz sobre el papel del vino en la cultura romana, así como sobre las costumbres vitivinícolas de la época. Algunas de estas técnicas han influido sobre el proceso moderno de producción del vino, incluyendo la consideración del clima y la orografía al elegir la variedad de uva a plantar, los beneficios de las diferentes espalderas y emparrados, los efectos de la poda y el rendimiento sobre la calidad del vino, además de técnicas vinícolas como el añejamiento sur lie tras la fermentación y la importancia de la limpieza a lo largo de todo el proceso para evitar la contaminación, las impurezas y el deterioro.

### Catón el Viejo
Marco Porcio Catón el Viejo fue un estadista romano que creció en una familia agricultora de una granja de Reate, al noreste de Roma. Escribió exhaustivamente sobre diversos temas en su obra De agri cultura (‘Sobre el cultivo de la tierra’), la obra en prosa latina más antigua conservada. En ella, Catón habló prolijamente sobre la viticultura y la producción de vino, dando detalles sobre la gestión de un viñedo, incluyendo el cálculo de cuánto trabajo podía hacer un esclavo en él antes de caer muerto. Cratón creía que las uvas daban mejor vino cuando recibían mayor cantidad de luz solar, por lo que recomendaba que las vides se emparrasen en árboles tan altos como fuera posible y se podasen severamente todas las hojas en cuanto las uvas empezasen a madurar. Aconsejaba a los productores de vino esperar hasta que las uvas madurasen completamente antes de vendimiar, porque la calidad del vino sería mucho mejor y ayudaría a mantener la reputación del viñedo. Catón fue un defensor pionero de la importancia de la higiene en la elaboración de vino, recomendando que las jarras de vino se limpiasen dos veces al día con una escoba nueva cada vez. También recomendaba sellar bien las jarras tras la fermentación para evitar que el vino se estropease y se volviese vinagre. Sin embargo, esta recomendación también incluía no llenar las ánforas hasta el borde y dejar algún espacio vacío, lo que provoca cierto grado de oxidación. El manual de Catón fue seguido fervientemente y sirvió de libro de texto sobre fabricación de vino romano durante siglos.

### Columela

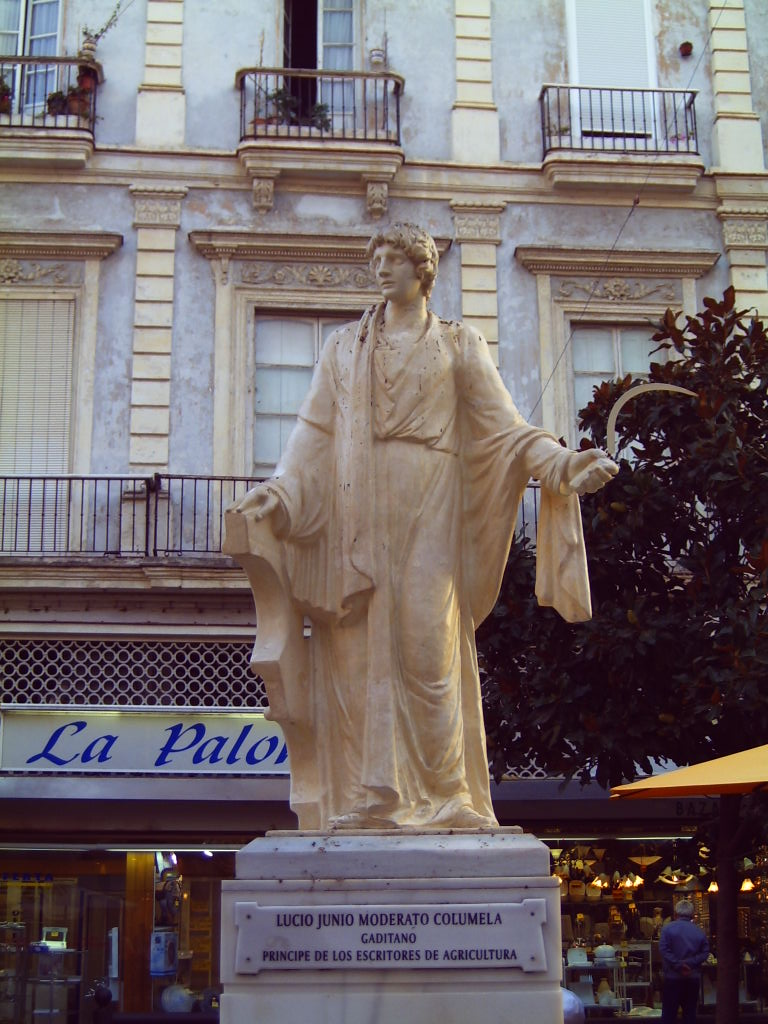
Estatua de Columela en su tierra natal de Cádiz (España).

Columela fue un escritor del siglo I d. C. cuya obra De re rustica se considera una de las más importantes sobre agricultura romana. Los 12 tomos están escritos en prosa, a excepción del libro 10, sobre jardines, que está en hexámetros. La obra de Columela profundiza en los aspectos técnicos de la viticultura romana en los libros tercero y cuarto, incluyendo consejos sobre los tipos de suelo que producen el mejor vino. En el libro duodécimo trata sobre los diversos aspectos de la producción de vino. Una de las técnicas de producción de vino descritas por Columela es la cocción de mosto en una recipiente de plomo. Además de concentrar los azúcares por reducción del mosto, el propio plomo daba un sabor dulce y una textura agradable al vino. Columela describe los detalles exactos sobre la buena gestión de un viñedo, desde el mejor desayuno para los esclavos hasta el rendimiento de uva para cada iugera de tierra y las técnicas de poda para asegurar dichos rendimientos. Muchos elementos modernos del emparrado y espaldamiento de vides aparecen en la descripción de Columela de las buenas prácticas. En su viñedo ideal, las parras se plantaban dejando dos pasos entre ellas y se ataban con varitas de sauce a estacas de castaño que tenían la altura aproximada de un hombre. Columela también describió algunos de los vinos de las provincias romanas, advirtiendo el potencial de los vinos de España y Burdeos. También mencionó la calidad de los vinos elaborados con las variedades antiguas de uva balisca y biturica, que los ampelógrafos creen que son ancestros de la familia Cabernet.

### Plinio el Viejo
Plinio el Viejo fue un naturalista del siglo I d. C. y autor de la enciclopedia romana Naturalis Historia (‘Historia natural’), cuyos 37 libros estaban dedicados al emperador Tito y fueron publicados póstumamente tras su muerte cerca de Pompeya debida la erupción del Vesubio. Aunque cubre una vasta cantidad de temas, la Naturalis Historia da mucha importancia al vino y la viticultura. El libro 14 trata exclusivamente del propio vino, incluyendo una clasificación de primeros crus de Roma. El libro 17 incluye una discusión sobre diversas técnicas viticultoras y una formalización temprana del concepto de terroir: que lugares únicos producen vinos únicos. En su clasificación de los mejores vinos romanos, Plinio concluye que el lugar tiene más influencia en la calidad final de vino que el tipo concreto de uva. Las primeras secciones del libro 23 tratan de ciertas propiedades medicinales del vino. Plinio fue un firme defensor del emparrado de vides en pérgolas y advirtió que todos los mejores vinos de Campania empleaban esta técnica. Debido a los peligros del cultivo y podado de la vid en árboles, Plinio recomendaba no usar valiosa mano de obra esclava sino en su lugar contratar trabajadores de viñedos estipulando en su contrato que el pago de una tumba y los gastos del funeral. Describió algunas de las variedades contemporáneas señalando que el amineano y el nomentano eran los mejores. Los ampelógrafos creen que dos variedades de vino blanco que describió, arcelaca y argitis, pueden ser antiguos ancestros de la actual uva Riesling.
Plinio también es la fuente de una de las más famosas citas latinas sobre el vino: in vino veritas, o ‘hay verdad en el vino’, alusiva a la locuacidad frecuentemente confesional producida por la ebriedad.

### Otros autores
Marco Terencio Varrón, a quien el retórico Quintiliano llamó «el hombre más sabio entre los romanos», escribió extensamente sobre temas tales como la gramática, la geografía, la religión, la ley y la ciencia, pero solo su tratado agrícola De re rustica (o Rerum rusticarum libri) se ha conservado completo. Aunque hay evidencias de que tomó prestado parte de su material de la obra de Catón, Varrón da crédito a la obra del cartaginés Magón, así como a los autores griegos Aristóteles, Teofrasto y Jenofonte. El tratado de Varrón está escrito como un diálogo y se divide en tres partes, conteniendo la primera la mayor parte de la discusión sobre el vino y la viticultura. En esta obra, Varrón define el vino viejo como el que lleva al menos un año apartado de su cosecha, señalando que aunque algunos vinos están mejores cuando se consumen jóvenes, los vinos buenos como el falerno deben consumirse mucho más viejos.
La poesía de Virgilio recuerda a la del poeta griego Hesíodo al centrarse en la moralidad y virtud de la viticultura, especialmente en la austeridad, integridad y trabajo duro de los campesinos romanos. El libro segundo del poema didáctico Geórgicas trata de asuntos vitícolas. Un consejo notable que Virgilio impartía era la recomendación de dejar algunas uvas en la vid hasta finales de noviembre, cuando se volvía «tiesas de escarcha». Esta versión primitiva del vino de hielo habría producido vinos dulces sin la acidez del elaborado con uvas vendimiadas demasiado pronto.
Horacio, el contemporáneo de Virgilio, escribió a menudo sobre el vino, aunque ninguna obra suya estuvo completamente dedicada a este asunto. Horacio propugnaba el punto de vista epicúreo de disfrutar de los placeres, incluyendo el vino, con moderación. Sus poemas son algunos de los ejemplos más antiguos conservados de elección deliberada del vino según la ocasión concreta. Ejemplos recogidos en sus Odas incluyen servir un vino de la cosecha del año de nacimiento para agasajar a un huésped importante, y servir vinos simples en ocasiones cotidianas reservando los vinos famosos como el cécubo para conmemorar sucesos especiales. Horacio respondió la cuestión planteada por el poeta alejandrino Calímaco sobre si el agua o el vino era la bebida preferida por la inspiración poética, poniéndose entusiastamente del lado de Cratino y los bebedores de vino. El amor de Horacio por el vino era tal que al hablar sobre su muerte expresaba más miedo al verse alejado de su amada bodega que de su esposa.
Paladio fue un escritor del siglo IV que compuso un tratado sobre agricultura de 15 tomos conocido como Opus agriculturae o De re rustica. El primer libro era una introducción a los principios básicos de la agricultura, dedicado cada uno de los siguientes 12 libros a los meses del año y las tareas agrícolas concretas que tenía que hacerse en él. Aunque Paladio habla de diversos cultivos, dedica más tiempo a discutir las técnicas vitícolas que a cualquier otro tema. Los últimos dos libros tratan principalmente de medicina veterinaria para los animales de granja, pero no incluye una descripción detallada de las técnicas de injerto romana. La obra de Paladio toma prestado mucho de Catón, Varrón, Plinio y Columela, pero fue uno de los pocos tratados agrícolas romanos que siguió usándose durante toda la Edad Media y principios del Renacimiento. Sus escritos sobre la viticultura fueron ampliamente citados por Vincent de Beauvais, Alberto Magno y Pedro Crescenzi.

## Fabricación de vino romano

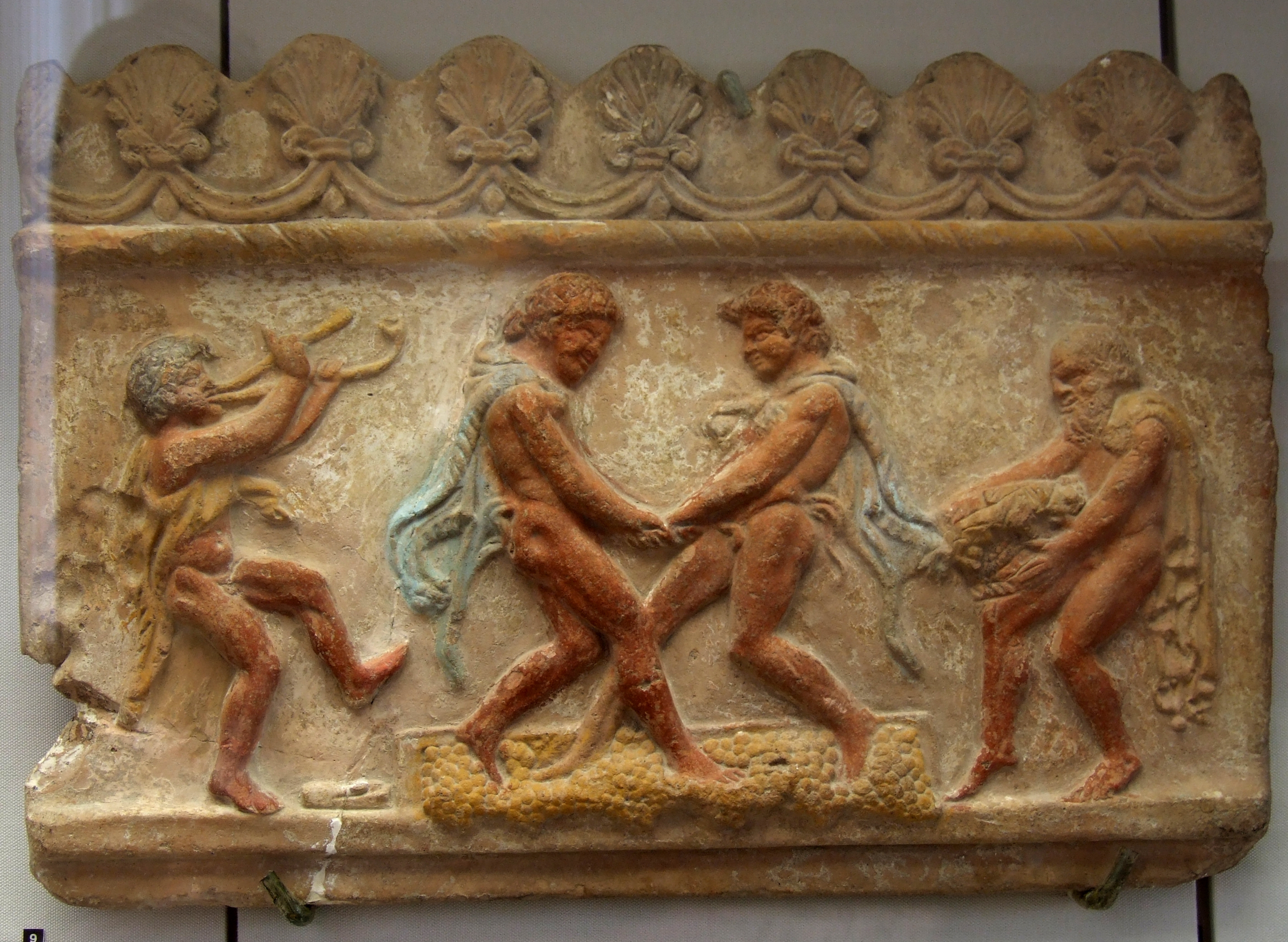
Relieve representando el pisado de la uva. Roma, segunda mitad del siglo I d. C.

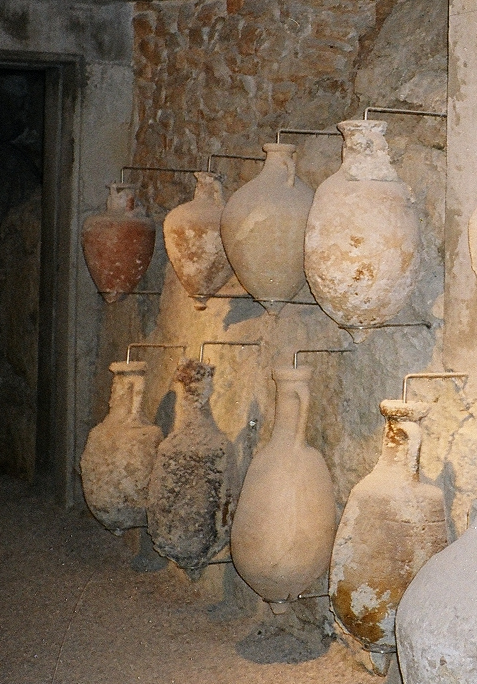
Tras la fermentación, el vino romano se almacenaba en ánforas para servirlo o dejarlo envejecer.

La fabricación de vino romano incluía el pisado de la uva poco después de la vendimia, de forma parecida al pigeage francés. El zumo que se obtenía pisando era el más apreciado y se mantenía separado del obtenido por el prensado posterior de la uva. También se creía que este primer zumo tenía las propiedades médicas más beneficiosas. Catón describió el proceso de prensado como realizado en una habitación especial equipada con una plataforma de hormigón elevada que contenía una pileta poco profunda con bordes elevados. La pileta tenía unas suaves curvas que daban a un desagüe. A lo largo de la pileta había largas vigas horizontales de madera, estando atada la parte frontal de las mismas con una cuerda a un cabestrante. Las uvas aplastadas se ponían entre las vigas, aplicándose presión mediante el cabestrante. El zumo corría entre las vigas a la pileta, donde se recogía. La construcción y empleo de las prensas de vino romanas eran muy laboriosos y caros. Su uso estaba confinado principalmente a grandes viñedos, recurriendo los menores solo al uso del pisado para obtener el zumo de uva.
Si se usaba el prensado, un viñedo podía repetir el proceso de una a tres veces. El zumo que se obtenía de los últimos prensados era más áspero y tánico, usándose habitualmente el del tercer prensado para elaborar el vino de baja calidad o piquette. Tras el prensado, el mosto de uva se almacenaba en grandes recipientes de barro llamados dolia. Con una capacidad de hasta varios miles de litros, estos recipientes estaban a menudo parcialmente enterrados en el sueño de un granero o almacén, y en ellos se producía la fermentación, que duraba de 2 semanas a 30 días, tras lo cual se retiraba el vino y se envasaba en ánforas. Se practicaban pequeños agujeros en sus tapas para permitir que escapase la presión del dióxido de carbono. En el caso del vino blanco, podía envejecerse expuesto a sus heces, lo que mejoraba su sabor. A veces se añadía tiza y polvo de mármol para reducir la acidez del vino. Los vinos se exponían con frecuencias a temperaturas altas y se «cocían» de forma parecida al proceso usado para elaborar el madeira moderno. Para darle más dulzor al vino, debía cocerse una parte del mosto en un proceso llamado defrutum, de forma que el azúcar se concentrara, y entonces se añadía el resto, fermentado. Los escritos de Columela sugieren que los romanos creían que el proceso de cocción también era beneficioso para la conservación. También se añadía a veces plomo como edulcorante. Otras formas de dar dulzor incluían la adición de miel al vino, recomendándose hasta 3 kg por cada 12 l, de acuerdo con los gustos romanos. Otra técnica desarrollada era mantener una parte del mosto más dulce sin fermentar y mezclarlo luego con el vino terminado, método conocido actualmente como süssreserve.

## Estilos de vino
Como en la mayoría del mundo antiguo, el vino blanco dulce era el estilo de vino más apreciado por los romanos. Los vinos solían ser muy alcohólicos, señalando Plinio que podía acercarse la llama de una vela a una copa de falerno y ésta prendería. Debido a su fuerza, los vinos se diluían a menudo con agua templada y a veces incluso con agua de mar salada. La capacidad de envejecer era una característica deseable en los vinos romanos, alcanzando las cosechas viejas (con independencia de la calidad general de las mismas) precios muchos mayores que la actual. La ley romana marcaba la distinción entre el vino «viejo» y «nuevo», siendo el primero el que había envejecido por lo menos un año. El falerno era especialmente apreciado por su capacidad para envejecer, diciéndose que necesitaba al menos 10 años para envejecer, alcanzando su cumbre entre los 15 y los 20 años. Se decía que el vino blanco de Surrentine necesitaba al menos 25 años. Como el vino griego, el romano se condimentaba a menudo con hierbas y especias (de forma parecida al vermú y el Glühwein modernos) y se almacenaba a veces en envases recubiertos de resina, lo que le daba un sabor parecido al Retsina moderno. Los romanos eran muy aficionados al aroma de los vinos y experimentaban con distintas técnicas para mejorar el buqué del vino. Una técnica que ganó cierta popularidad en el sur de la Galia era plantar hierbas como la lavanda y el tomillo en los viñedos, creyéndose que los sabores se transferían a través del suelo a la uva. El vino del Ródano actual tiene a menudo notas de lavanda y tomillo como reflejo de las variedades de uva empleadas y el terroir. Otra técnica ampliamente practicada fue almacenar las ánforas en una cámara de humo llamada fumarium, para darle un sabor ahumado.
El término «vino» cubría un amplio espectro de bebidas basadas en éste. La calidad dependía de la cantidad de zumo de uva puro usada para elaborarla y cuánto se diluía al servirla. El vino de mejor calidad se reservaba para las clases más altas de Roma. Por debajo estaba la posca, una mezcla de agua y vino agrio que aún no se había transformado en vinagre. Este vino era menos ácido que el vinagre y seguía reteniendo parte del aroma y la textura del vino original. Era el tipo de vino preferido para las raciones de los soldados romanos debido a su bajo contenido alcohólico. El uso de la posca para las raciones de los soldados estaba codificado en el Corpus Juris Civilis, suponiendo cerca de un litro diario para cada soldado. Todavía de menor calidad era el lora (equivalente al actual piquette), que se elaboraba remojando en agua durante un día el bagazo de la uva que se había prensado dos veces, y volviéndolo a prensar. Este era el tipo de vino que Catón y Varrón recomendaban para los esclavos. Tanto la posca como el lora habrían estado habitualmente disponible para la población romana en general. Estos vinos también habrían sido mayoritariamente tintos, ya que las uvas de vino blanco se reservaban para el uso de las clases altas.

### Variedades de uva
Las obras de Virgilio, Plinio y Columela dan la mayoría de detalles sobre las variedades de uva empleadas en la producción de vino en el Imperio Romano. Se cultivaron muchos tipos de uva, habiéndose perdido muchas variedades en la antigüedad. Mientras las obras de Virgilio no distinguen a menudo entre el nombre de un vino y la variedad de uva, sí hizo frecuentes menciones a la variedad amineana, que Plinio y Columela consideraban la mejor uva del Imperio. Plinio la describe teniendo cinco subvariedades que producían vinos parecidos pero diferentes, y afirma que esta uva era nativa de la península itálica. Mientras Plinio afirma que solo Demócrito conocía todas las variedades de uva existentes, se esfuerza en hablar con autoridad sobre las únicas que creía dignas de mención. Tras la amineana, describe la nomentana como segunda mejor uva productora de vino, seguida por la apiana y sus dos variedades, que era la preferida en Etruria. Tras estas variedades, las únicas otras uvas dignas de la consideración de Plinio eran las variedades griegas, incluyendo la grécula usada para elaborar vino quío. Plinio dice que la uva eugenia prometía pero solo si se plantaba en la región de los Colli Albani. Columela menciona muchas de las mismas uvas que Plinio pero señala que la misma variedad produce vinos diferentes en regiones diferentes, conocidos bajo nombres diferentes, lo que dificulta el seguimiento. Anima a los viticultores a experimentar con diferentes variedades para hallar la que crezca mejor en su región. Los ampelógrafos discuten sobre las descripciones de uvas y cuáles pueden ser sus equivalentes o descendientes modernos. La uva alobrógica que se usaba para producir el vino del Ródano en Vienne puede haber sido un antepasado antiguo de la familia Pinot. Teorías alternativas afirman que estaba más estrechamente relacionado con la Petite Sirah o Mondeuse Noire, dos variedades que producen vinos enormemente diferentes. El vínculo entre estas dos es el sinónimo de Grosse Syrah. Se cree que la uva rética que elogia Virgilio estaba relacionada con la moderna Refosco del noreste de Italia.

## El vino en la cultura romana
La cultura romana antigua estuvo fuertemente influida por los antiguos griegos. El vino tenía implicaciones religiosas, medicinales y sociales que lo separaban de otros alimentos. Cuando Roma entró en su época dorada en cuanto a viticultura y se expandió, empezó a emerger una visión «democrática» del vino en la cultura romana, viéndose esta bebida como necesidad diaria y no como un lujo reservado a unos pocos. En la época de Catón se creía que incluso los esclavos debían tener una ración semanal de unos 5 l. Sin embargo sus razones eran más de salud dietética de los esclavos y mantenimiento de su fuerza que de proporcionales disfrute personal. Si un esclavo enfermaba y no podía trabajar, Catón aconsejaba reducir sus raciones a la mitad para conservar el vino para los que trabajaban. Fue este punto de vista lo que llevó a la plantación generalizada de viñedos, de forma que se cubrieran las necesidades de todas las clases. Parte de esto se debió a cambios en la dieta: en el siglo II a. C., los romanos empezaron a abandonar una dieta consistente en gachas húmedas para adoptar comidas conteniendo más pan, de forma que el vino se hizo necesario para ayudar a ingerir alimentos más secos.

### Uso por las mujeres

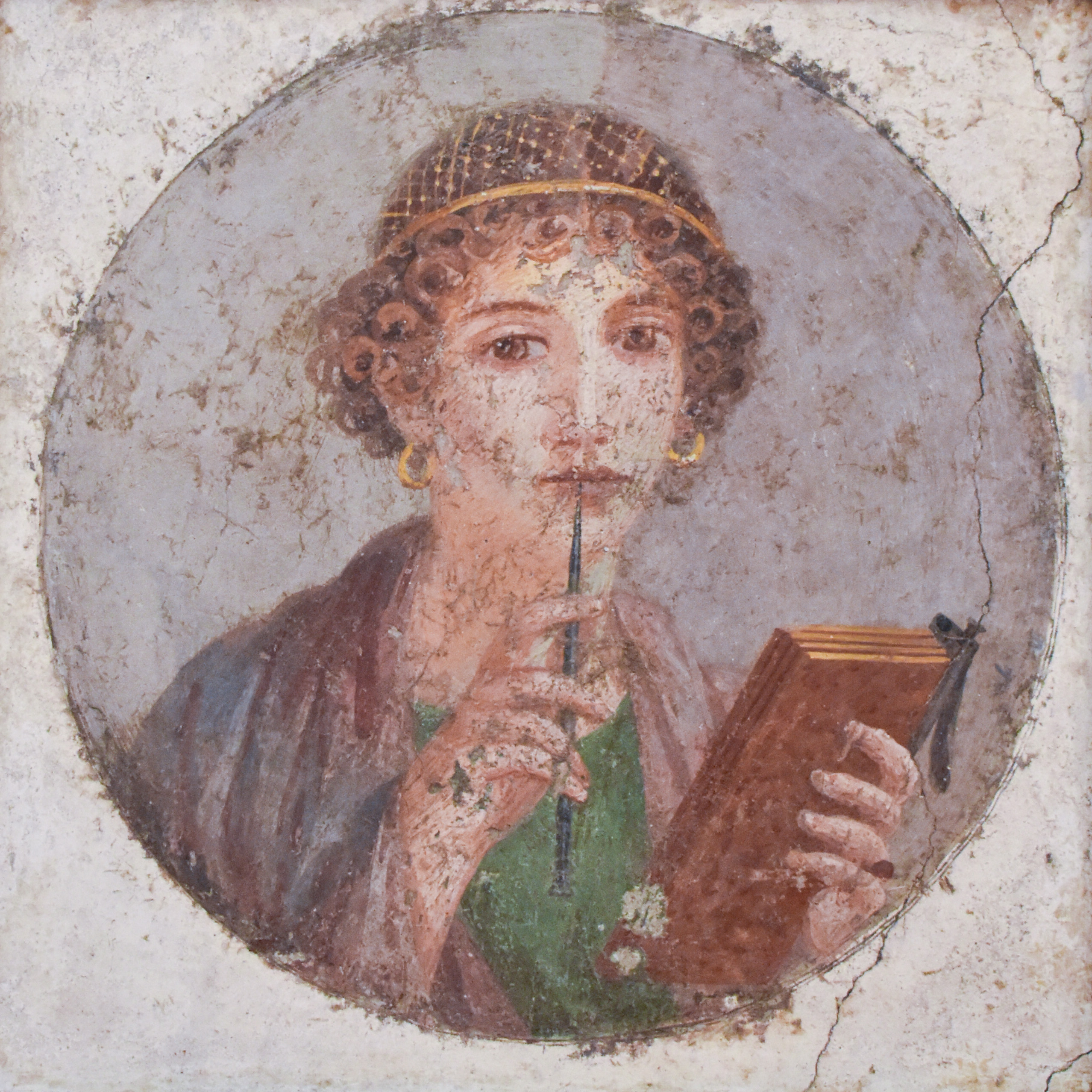
Durante muchos siglos, las mujeres romanas no tuvieron permiso para beber vino.

A pesar de la democratización del consumo de vino, estaba mal visto e incluso prohibido que lo tomasen las mujeres. En las comedias griegas y romanas las mujeres eran a menudo representadas borrachas y más proclives a entregarse a diversos vicios bajo la influencia del alcohol. El poeta Juvenal escribió en sus Sátiras que «Cuando está borracha, ¿qué importa a la Diosa del Amor? No puede distinguir sus ingles de su cabeza.» Las mujeres también eran célebres participantes del culto a Baco, que el senado romano prohibió en el 186 a. C. por impropio. Los maridos tenían permiso legal para matar a sus esposas o divorciarse de ellas si las sorprendían cometiendo tal ofensa. Un mito romano trataba de un hombre llamado Egnatio Mecenio que golpeaba a su mujer con un palo hasta la muerte por beber vino, siendo alabado por su virtud por el propio Rómulo. Otro mito contaba la historia de una mujer que fue condenada a morir de hambre por su familia como castigo por abrir la bolsa que guardaba las llaves de las bodegas. El último divorcio registrado por esta ofensa fue concedido en el 194 a C., y durante el siglo I a. C. se tuvo más tolerancia, al considerarse el vino más un alimento básico que otra cosa.

### Usos medicinales
Los romanos creían que el vino tenía tanto poderes curativos como destructivos. Podía curar a la mente de la depresión, la pérdida de memoria y el duelo, así como al cuerpo de varias aflicciones, incluyendo el reflujo estomacal, el estreñimiento, la diarrea, la gota, la halitosis, las mordeduras de serpiente, las tenias, los problemas urinarios y el vértigo. Catón escribió exhaustivamente sobre los usos medicinales del vino, incluyendo la prescripción de una receta para crear vino que podía servir de laxante usando uva de vides que tratadas con una mezcla de ceniza, estiércol y eléboro. También escribió que las flores de ciertas plantas como el enebro y el mirto podían macerarse en vino para aliviar las mordeduras de serpiente y la gota. Catón creía que una mezcla de vino viejo y enebro cocida en una olla de plomo podía aliviar las dolencias urinarias, y que mezclar vinos con granadas muy ácidas podía curar la tenia.
En el siglo II d. C. el médico grecorromano Galeno daba diversos detalles sobre cómo el vino era usado medicinalmente en la Roma tardía. En Pérgamo, Galeno era responsable de la dieta y la salud de los gladiadores. Hacía un uso liberal del vino en su profesión y presumía de que ni un solo gladiador había muerto a su cuidado. Para las heridas los bañaba en vino como antiséptico. También lo usaba como analgésico para la cirugía. Cuando Galeno se convirtió en médico del emperador Marco Aurelio, trabajó para desarrolla drogas farmacéuticas y mejunjes a partir de vino conocidos como triacas. Las propiedades de estas triacas crearon creencias supersticiosas que perduraron hasta el siglo XVIII y giraban sobre la «milagrosa» capacidad de proteger contra venenos y curar desde la paste hasta llagas bucales. En su obra De antidotis, Galeno señaló el cambio de los gustos romanos desde vinos espesos y dulces hacia otros secos y más ligeros, que resultaban más fáciles de digerir.
Los romanos también eran conscientes de los efectos negativos sobre la salud del vino, especialmente de la tendencia hacia la «locura» si se consumía sin moderación. Lucrecio avisaba que el vino podía provocar furia en el alma y llevar a riñas. Séneca el Viejo creía que beber vino magnificaba los defectos físicos y psicológicos del bebedor. Tomar vino en exceso estaba mal visto y quienes lo hacían eran considerados peligrosos para la sociedad. El político romano Cicerón acusó frecuentemente a sus rivales de ser borrachos y peligrosos para Roma, en especial a Marco Antonio, quien aparentemente una vez bebió en tal exceso que vomitó en el senado.

### Usos religiosos

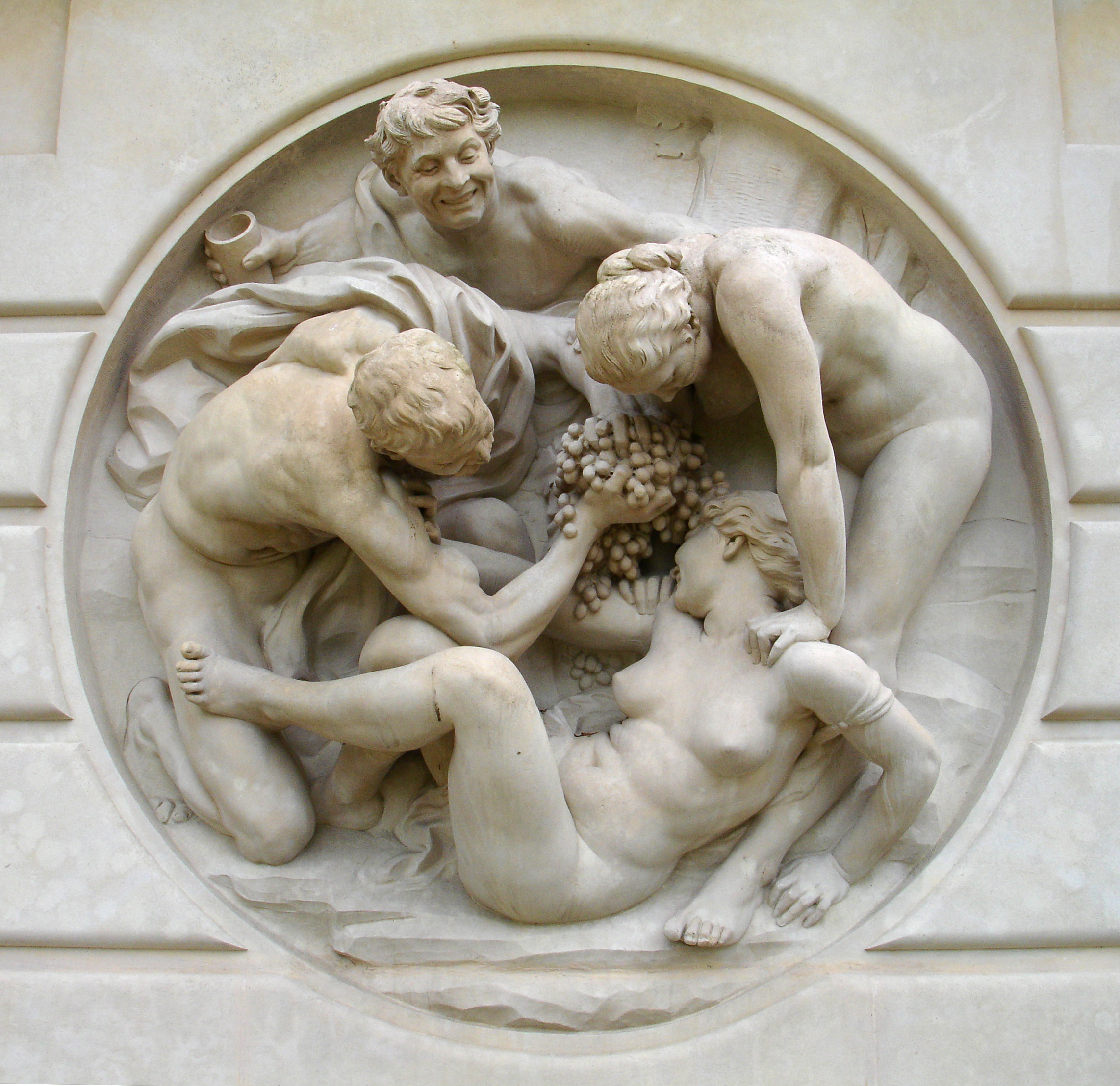
Bacanal, por Jules Dalou (c. 1895–1898).

En la Roma primitiva, el culto a Baco estuvo presente entre los habitantes del centro y sur de Italia ya en el siglo III a. C. Como si equivalente griego, pronto cayó bajo la sospecha de la clase gobernante. El culto estaba dividido en células locales con sus propias estructuras jerárquicas y juramentos de lealtad. La mayoría de los miembros eran mujeres y se creía que sus fiestas, las Bacanales, incluían sacrificios de animales y orgías. El senado romano consideró estas reuniones una amenaza para la autoridad, prohibiendo el culto a Baco y las bacanales en el 186 a. C.
A medida que Roma asimilaba más culturas, se encontró con dos grupos religiosos que consideraba el vino en términos generalmente positivos: el judaísmo y el cristianismo. El vino, la uva y la vid hacían frecuentes apariciones literales y alegóricas en la Biblia hebrea y cristiana. En la Torá, la vid fue uno de los primeros cultivos plantados tras el Diluvio Universal y durante la búsqueda de Canaán, siguiendo al Éxodo desde Egipto, uno de los informes positivos sobre la tierra fue que las vides eran abundantes. Los judíos bajo gobierno romano aceptaban el vino como parte de su vida diaria pero veían negativamente los excesos que asociaban con la impureza romana. Muchos de los puntos de vista judíos sobre el vino fueron adoptados por la nueva secta cristiana que surgió en el siglo I d. C. Uno de los primeros milagros que obró el fundador de la misma, Jesús, fue transformar agua en vino, y el sacramento central del cristianismo, la Eucaristía, incluye prominentemente el uso del vino. Los romanos encontraron ciertos paralelismos entre Baco y el Cristo del cristianismo. Ambas figuras tenían historias que recubiertas de simbolismo de vida tras la muerte: Baco en la vendimia anual y el letargo de la uva y Cristo en su muerte y resurrección. El acto de la Eucaristía al consumir (metafísica o metafóricamente) a Cristo bebiendo el vino tiene ecos de los ritos celebrados en las fiestas dedicadas a Baco. La influencia e importancia del vino en la iglesia cristiana era inequívoca, y ésta pronto tomó el relevo de la Antigua Roma como influencia dominante en el mundo del vino durante los siglos siguientes, hasta el Renacimiento.